# Ліза Тан
Ліза Тан (нар. 23 січня 1974) — колишня китайська тенісистка.
Найвищу одиночну позицію світового рейтингу — 410 місце досягла 4 липня 1994, парну — 350 місце — 13 червня 1994 року.
Здобула 1 одиночний та 3 парні титули туру ITF.

## Фінали ITF

### Одиночний розряд: 1 (1–0)
| Результат | Ранг | Дата           | Турнір      | Покриття | Суперниця | Рахунок  |
| --------- | ---- | -------------- | ----------- | -------- | --------- | -------- |
| Перемога  | 1.   | 26 травня 1996 | Нанкін, КНР | Тверде   | Liu Li    | 6–2, 6–0 |

### Парний розряд: 3 (3–0)
| Результат | Ранг | Дата           | Турнір              | Покриття | Партнерка          | Суперниці                 | Рахунок       |
| --------- | ---- | -------------- | ------------------- | -------- | ------------------ | ------------------------- | ------------- |
| Перемога  | 1,   | 2 квітня 1995  | Джакарта, Індонезія | Тверде   | Бенджамас Сангарам | Хосокі Юко Park In-sook   | 5–7, 7–5, 6–3 |
| Перемога  | 2.   | 19 травня 1996 | Пекін, КНР          | Тверде   | Yang Li-hua        | Li Yan-Ling Liu Li        | 6–2, 6–3      |
| Перемога  | 3.   | 26 травня 1996 | Нанкін, КНР         | Тверде   | Yang Li-hua        | Sohn Hyun-hee Shun Hyun-a | 6–4, 1–0      |